# チェコ関係記事の一覧
チェコ関係記事の一覧（チェコかんけいきじのいちらん）では、チェコに関係する記事の一覧を50音順にまとめた。

## あ行
- ヴァーツラフ・ハヴェル・プラハ国際空港
- ヴルタヴァ川
- オーバープファルツの森
- オストラヴァ
- オットー百科事典
- オロモウツ

## か行
- カルパティア山脈
- カルロヴィ・ヴァリ
- カルロヴィ・ヴァリ国際映画祭
- カレル橋
- 憲章77

## さ行
- サッカーチェコ代表
- サッカーチェコスロバキア代表
- 三十年戦争
- シュコダ
- シレジア
- ズデーテン山地
- ズデーテン地方
- ストラホフ修道院
- スラヴ語派
- スラヴ人
- スロバキア
- 聖ヴィート大聖堂

## た行
- タホフ郡
- ターボル
- チェコ
- チェコ・エクストラリーグ
- チェコ軍団
- チェコ語
- チェコ語アルファベット
- チェコ航空
- チェコ・コルナ
- チェコ人の一覧
- チェコスロバキア
- チェコスロバキア共産党
- チェコのアニメーション
- チェコの映画
- チェコの音楽
- チェコの国歌
- チェコの国旗
- チェコの首相
- チェコの世界遺産
- チェコの大統領
- チェコの地域区分
- チェコの歴史
- チェコビーズ
- チェコ・フィルハーモニー管弦楽団
- 中央ヨーロッパ
- テレジーン
- トマーシュ・マサリク

## な行
- 西スラヴ人
- 西スラヴ語群
- 二千語宣言

## は行
- ハイフン戦争
- 白山の戦い
- ハプスブルク家
- バレーボールチェコ男子代表
- 東ヨーロッパ
- ビロード革命
- ビロード離婚
- プシェミスル朝
- フス戦争
- フス派
- ブドヴァル
- プラハ
- プラハ学派
- プラハ・カレル大学
- プラハ芸術アカデミー
- プラハ城
- プラハ窓外投出事件
- プラハの春
- プラハの春音楽祭
- プラハの春国際音楽コンクール
- プラハ包囲戦
- プラハ本駅
- フランツ・カフカ
- プルゼニ
- ブルノ
- ブルノ国立フィルハーモニー管弦楽団
- ブルノ・サーキット
- ベーメン・メーレン保護領
- ボヘミア
- ボヘミア君主一覧

## ま行
- マリアーンスケー・ラーズニェ
- 明解一般常識事典 (チェコ)
- モラヴィア
- モラヴィア王国

## や行
- ヤン・ソーデック
- ヤン・フス

## ら行
- リーゲル学習百科事典
- ルクセンブルク家
- レトナ・スタジアム

## わ行
- 我が家何処や